# Паич, Давид
Давид Паич (серб. Давид Пајић / David Pajić; 11 мая 1911, Агичи — 6 октября 1941, Белград) — югославский партизан Народно-освободительной войны, Народный герой Югославии.

## Биография
Родился 11 мая 1911 года в селе Агичи близ Босански-Нови. В шесть лет потерял отца, который работал в кузнице, а вскоре умерла и мать. В итоге сирота Давид перебрался в Белград, где устроился на работу слесарем. Учился в профессиональном техническом училище, но не закончил его и в 1931 году ушёл работать на авиазавод компании «Змай». В юном возрасте Давид вступил в рабочее движение. Состоял в Объединении рабочих синдикатов, вместе с Радое Дакичем и Милошем Мамичем организовывал рабочие стачки и выступления (в том числе забастовку по поводу зарплаты 1935 года и всеобщую гражданскую стачку 1936 года). В 1936 году был арестован и приговорён к тюремному заключению сроком девять месяцев. В течение заключения подвергался постоянно избиениям со стороны охранников, после освобождения всё же тайно был принят в КПЮ.
Некоторое время Давид работал в Нише на табачной фабрике, где развивал свои коммунистические идеи. За пропаганду марксизма был арестован и выслан из города, после чего вернулся в Белград. В начале 1938 года вошёл в состав Савского райкома Белграда, где вскоре стал секретарём. В 1939 году организовал массовую стачку рабочих авиазаводов Белграда и Земуна, в которой приняли участие 2300 человек. Был арестован, но ввиду недостатка доказательств был отпущен. С начала 1940 года работал в Белградском райкоме. После вторжения немцев в Югославию Паич ушёл в подполье, основав военный комитет и начав набирать добровольцев. Поскольку его ранее арестовывала югославская полиция, Паич вынужден был действовать тайно, создавая новые каналы для переговоров с дружественными партизанскими группами и издавая подпольную прессу.
6 октября 1941 Давид Паич и Вукица Митрович шли на совещание Белградского горкома, когда их обнаружила полиция. На Струмичкой улице их арестовали полицейские. Паич попытался оказать сопротивление, но был убит на месте, а Вукица была ранена и отправлена в тюрьму (позднее в декабре её расстреляли в лагере Баница). Похоронен на Аллее расстрелянных патриотов белградского Нового кладбища.
27 ноября 1953 Давиду Паичу было посмертно присвоено звание Народного героя Югославии.